# Геометријско тело
Геометријско тело понекад описно дефинишемо као просторну фигуру ограничену са свих страна деловима површи. Примери геометријских тела су коцка, пирамида, ваљак, купа и др.